# カステルフィオレンティーノ
カステルフィオレンティーノ（伊: Castelfiorentino）は、イタリア共和国トスカーナ州フィレンツェ県にある、人口約17,000人の基礎自治体（コムーネ）。

## 地理

### 位置・広がり
ヴァルデルサ (it:Valdelsa) の一部である。フィレンツェの約30㎞南西に位置する。

#### 隣接コムーネ
隣接するコムーネは以下の通り。括弧内のPIはピサ県所属を示す。
- チェルタルド
- エンポリ
- ガンバッシ・テルメ
- モンタイオーネ
- モンテスペルトリ
- サン・ミニアート (PI)

### 気候分類・地震分類
カステルフィオレンティーノにおけるイタリアの気候分類 (it) および度日は、zona D, 1692 GGである。
また、イタリアの地震リスク階級 (it) では、zona 3 (sismicità bassa) に分類される。

## 行政

### 分離集落
カステルフィオレンティーノには、以下の分離集落（フラツィオーネ）がある。
- Cambiano, Castelnuovo d'Elsa, Dogana, Granaiolo, Petrazzi

## 姉妹都市
- ゲブヴィレール、フランス